# Quantificador existencial
En lògica matemàtica, es fa servir el símbol: {\displaystyle \exists }, anomenat quantificador existencial, anteposat a una variable per dir que hi ha almenys un element del conjunt a què fa referència la variable, que compleix la proposició escrita a continuació. Normalment, en lògica, el conjunt a què es fa referència és l'univers o domini de referència, que està format per totes les constants.

## Exemple
Si tenim dos conjunts A i B, i A és un subconjunt de B :
{\displaystyle A\subset B\;\land \;A\not =B}
existeix almenys un element x de B que pertany a A :
{\displaystyle \exists x\in B\;\land \;x\in A\,}
En afirmar que hi ha almenys un x que pertany a B i a A, vol dir que no tots els elements de B pertanyen a A, en ser A i B conjunts diferents, hi ha almenys un element i de B que no pertany a A :
{\displaystyle \exists i\in B\;\land \,i\notin A\,}
Què podem llegir: hi ha almenys un element i a B, i aquest element i no pertany a A .